# District d'Albula
Pour les articles homonymes, voir Albula.

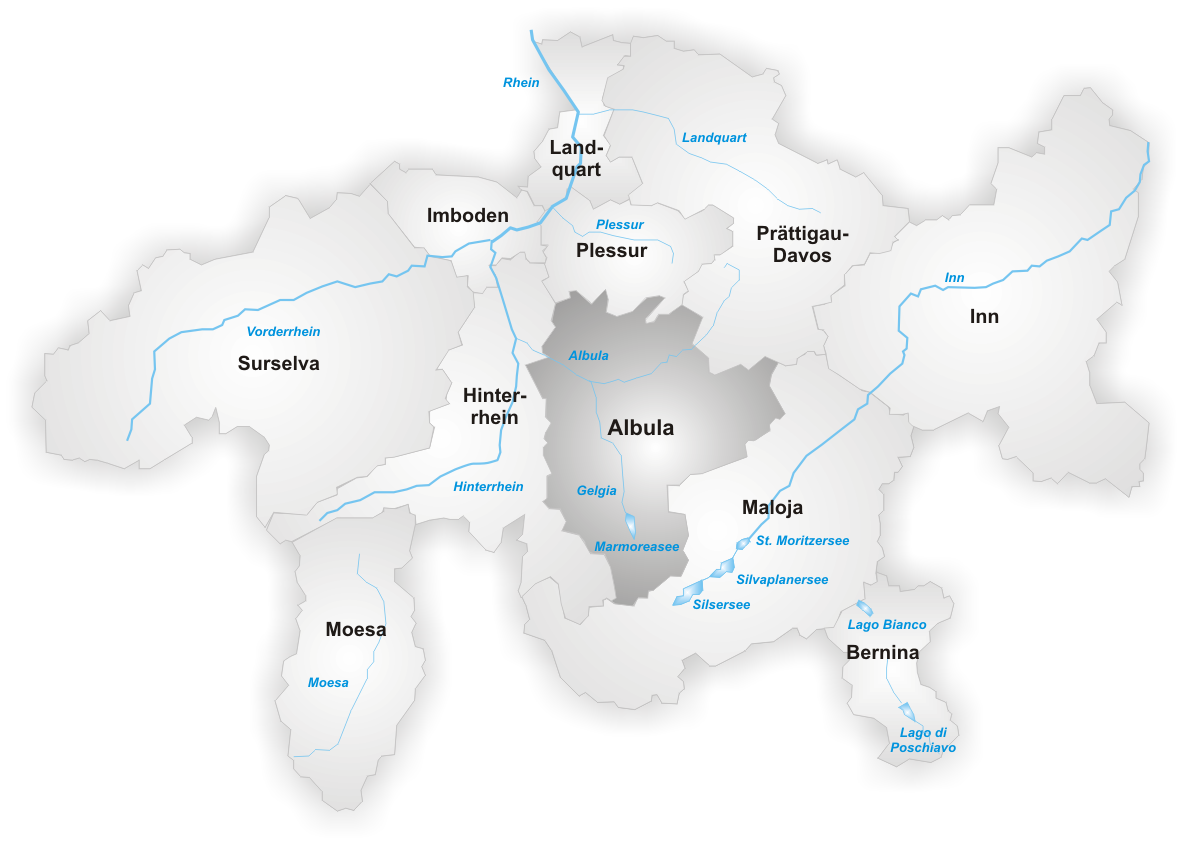
Le district d'Albula.

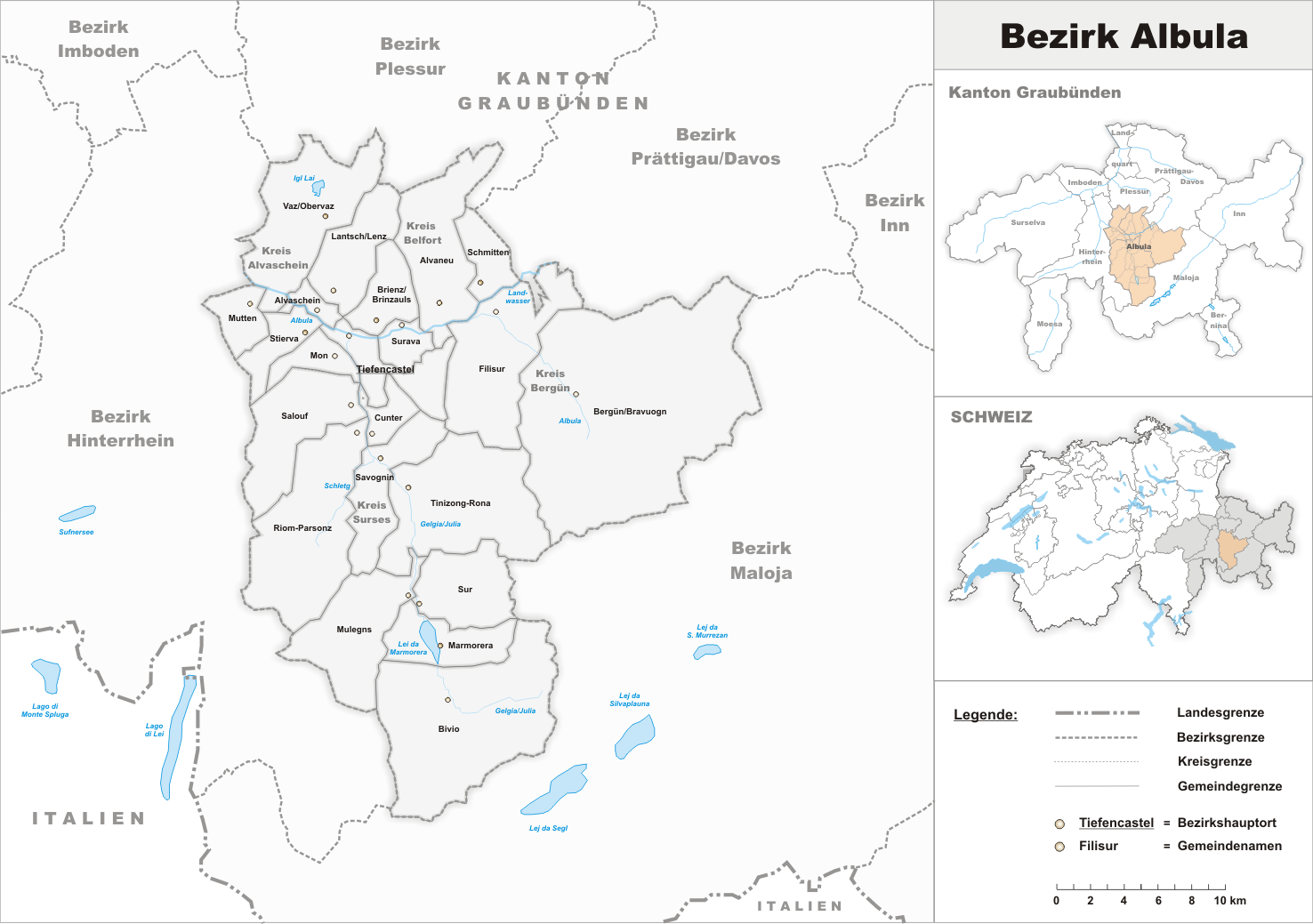
Les communes du district d'Albula.

Le district d'Albula était un des 11 districts du canton des Grisons en Suisse.
Il comptait 16 communes réparties en quatre cercles communaux.
Il est remplacé le 1er janvier 2016 par la région d'Albula, qui reprend le même périmètre moins la commune de Mutten qui est rattachée à la région de Viamala.

## Communes

### Cercle communal de Alvaschein
- Alvaschein
- Mutten
- Vaz/Obervaz

### Cercle communal de Belfort
- Lantsch/Lenz
- Schmitten

### Cercle communal de Bergün
- Bergün/Bravuogn
- Filisur

### Cercle communal de Surses
- Bivio
- Cunter
- Marmorera
- Mulegns
- Riom-Parsonz
- Salouf
- Savognin
- Sur
- Tinizong-Rona